# Eighth Avenue (Manhattan)
Eighth Avenue è una delle avenue (strade) situate a Manhattan, nella città di New York, smistante il traffico in direzione nord sotto la 59ª strada. Sebbene la via abbia nomi diversi in punti diversi di Manhattan, in realtà costituisce un tratto di strada continuo.

## Descrizione
Eighth Avenue inizia nel quartiere di West Village ad Abingdon Square (dove Hudson Street diventa Eighth Avenue all'incrocio con Bleecker Street) e corre a nord per 44 isolati attraverso Chelsea, il Garment District, l'estremità orientale di Hell's Kitchen, Midtown nonché il quartiere dei teatri di Broadway, prima di sfociare in Columbus Circle alla 59ª strada e diventare Central Park West. A nord del Frederick Douglass Circle, riprende la sua denominazione di Eighth Avenue, ma è altresì conosciuta come Frederick Douglass Boulevard.
 
Il viale termina a nord della 155ª strada e si fonde con la Harlem River Drive.
La Linea IND Eighth Avenue della Metropolitana di New York, che serve i treni A, C ed E a Lower Manhattan, ed i treni A, B, C e D nell'Upper West Side, passa sotto la Eighth Avenue.
La MTA Regional Bus Operations gestisce principalmente due linee di autobus sulla avenue: la M20 in direzione nord serve la Eighth Avenue tra Abingdon Square e Columbus Circle, mentre la M10 serve tutta la lunghezza della Eighth Avenue a nord della 59ª strada.